# Lamiya Aji Bashar
Lamiya Aji Bashar (Árabe: لمياء حجي بشار) (Kocho, Irak, 1998) es una activista yazidi defensora de los derechos humanos. Le otorgaron el Premio Sajarov junto a Nadia Murad en 2016.

## Biografía
Aji Bashar es de Kojo, cerca de la región de Sinyar, en Irak. En agosto de 2014, ella y Murad fueron secuestradas en su pueblo por el Estado Islámico y forzadas a esclavitud sexual. También la forzaron a fabricar chalecos suicidas.
Con la ayuda de su familia, que pagó a contrabandistas locales, logró escapar en abril de 2016, resultando herida por una mina antipersona en su huida. Recibió tratamiento médico en Alemania. En octubre de 2016, ella y Murad recibieron el Premio Sajarov para la Libertad de Conciencia, cuya ceremonia tuvo lugar en diciembre de 2016.